# 천호도서관
천호도서관은 서울특별시 강동구에 있는 도서관이다.

## 이용 안내
| 평일(화~금)   | 주말(토,일)   |
| ------------- | ------------- |
| 09:00 ~ 18:00 | 09:00 ~ 17:00 |

- 2. 휴관일 안내
  - 정기 휴관일 : 매주 월요일
  - 기타 휴관일 : 일요일을 제외한 법정 공휴일, 기타 도서관 사정에 의한 임시 휴관일